# Remalsholmen
Remalsholmen ou Nordre Rinaldsholmen est une île norvégienne du comté de Hordaland appartenant administrativement à Bømlo.

## Description
Rocheuse et désertique, à fleur d'eau, elle s'étend sur environ 344 m de longueur pour une largeur approximative de 107 m.